# Campionati del mondo di aquathlon del 2017
I Campionati del mondo di aquathlon del 2017 (XX edizione) si sono tenuti a Penticton in Canada, in data 25 agosto 2017.
Tra gli uomini ha vinto il canadese Matthew Sharpe. Tra le donne ha trionfato la britannica Emma Pallant.
La gara junior ha visto trionfare il canadese Aiden Longcroft-Harris e la svizzera Delia Sclabas.
Il titolo di Campione del mondo di aquathlon della categoria under 23 è andato al canadese Brennen Smith. Tra le donne si è aggiudicata il titolo di Campionessa del mondo di aquathlon della categoria under 23 la britannica Chloe Pollard.

## Risultati

### Élite uomini
| Pos. | Atleta                           | Paese         | Nuoto    | Corsa    | Totale   |
| ---- | -------------------------------- | ------------- | -------- | -------- | -------- |
|      | Matthew Sharpe                   | Canada        | 00:13:04 | 00:16:07 | 00:29:55 |
|      | John Rasmussen                   | Canada        | 00:13:08 | 00:16:16 | 00:30:09 |
|      | Aiden Longcroft-Harris           | Canada        | 00:13:00 | 00:16:27 | 00:30:11 |
| 4    | Brennen Smith                    | Canada        | 00:13:03 | 00:16:36 | 00:30:25 |
| 5    | Mark Buckingham                  | Regno Unito   | 00:13:50 | 00:15:52 | 00:30:32 |
| 6    | Carl Dupont                      | Francia       | 00:13:18 | 00:16:33 | 00:30:39 |
| 7    | Kyle Smith                       | Nuova Zelanda | 00:13:47 | 00:16:21 | 00:30:54 |
| 8    | Kevin Bishop                     | Stati Uniti   | 00:13:51 | 00:16:22 | 00:31:05 |
| 9    | Michael Milic                    | Canada        | 00:13:35 | 00:16:48 | 00:31:08 |
| 10   | Emmanuel Lejeune                 | Belgio        | 00:14:36 | 00:15:50 | 00:31:11 |
| 11   | Richard Allen                    | Regno Unito   | 00:13:53 | 00:16:36 | 00:31:15 |
| 12   | Denys Fedorchenko                | Ucraina       | 00:13:01 | 00:17:35 | 00:31:26 |
| 13   | Jorge Andre Cabrera Silva        | Messico       | 00:14:19 | 00:16:34 | 00:31:36 |
| 14   | Yann Allichon                    | Francia       | 00:13:51 | 00:17:13 | 00:31:55 |
| 15   | Andrew Roos                      | Stati Uniti   | 00:13:33 | 00:17:50 | 00:32:11 |
| 16   | Jackson Konkin                   | Canada        | 00:13:35 | 00:17:51 | 00:32:15 |
| 17   | Arlan Dos Santos Franklin Mendes | Brasile       | 00:13:55 | 00:17:51 | 00:32:36 |
| 18   | Matt Lieto                       | Stati Uniti   | 00:14:42 | 00:17:02 | 00:32:44 |
| 19   | Ben Allen                        | Australia     | 00:13:52 | 00:18:17 | 00:32:57 |
| 20   | Eduardo Beretta                  | Brasile       | 00:14:32 | 00:17:52 | 00:33:15 |
| 21   | Nicholas Sasse                   | Nuova Zelanda | 00:13:34 | 00:18:50 | 00:33:20 |
| 22   | Adam White                       | Australia     | 00:14:30 | 00:18:38 | 00:33:58 |
| 23   | Alec Davison                     | Australia     | 00:15:41 | 00:18:00 | 00:34:25 |
| 24   | Tomas Behun                      | Rep. Ceca     | 00:17:54 | 00:20:31 | 00:39:17 |
| 25   | Pablo Henrique De Barros         | Brasile       | 00:18:00 | 00:23:02 | 00:42:01 |

### Élite donne
| Pos. | Atleta           | Paese       | Nuoto    | Corsa    | Totale   |
| ---- | ---------------- | ----------- | -------- | -------- | -------- |
|      | Emma Pallant     | Regno Unito | 00:16:42 | 00:17:00 | 00:34:30 |
|      | Delia Sclabas    | Svizzera    | 00:16:43 | 00:17:01 | 00:34:35 |
|      | Jacqueline Slack | Regno Unito | 00:15:45 | 00:18:45 | 00:35:28 |
| 4    | Chloe Pollard    | Regno Unito | 00:13:48 | 00:20:58 | 00:35:34 |
| 5    | Holly Henry      | Canada      | 00:14:55 | 00:20:49 | 00:36:35 |
| 6    | Keisha Besler    | Canada      | 00:14:54 | 00:21:27 | 00:37:13 |
| 7    | Penny Slater     | Australia   | 00:17:22 | 00:19:59 | 00:38:10 |
| 8    | Colette Reimer   | Canada      | 00:16:49 | 00:21:14 | 00:38:59 |
| 9    | Laura Ghali      | Australia   | 00:15:50 | 00:22:45 | 00:39:38 |
| 10   | Mackenzie Penn   | Australia   | 00:15:36 | 00:24:53 | 00:41:32 |
| 11   | Sarah Gardner    | Australia   | 00:15:53 | 00:24:46 | 00:41:43 |

### Junior uomini
| Pos. | Atleta                           | Paese     | Nuoto    | Corsa    | Totale   |
| ---- | -------------------------------- | --------- | -------- | -------- | -------- |
|      | Aiden Longcroft-Harris           | Canada    | 00:13:00 | 00:16:27 | 00:30:11 |
|      | Michael Milic                    | Canada    | 00:13:35 | 00:16:48 | 00:31:08 |
|      | Jorge Andre Cabrera Silva        | Messico   | 00:14:19 | 00:16:34 | 00:31:36 |
| 4    | Jackson Konkin                   | Canada    | 00:13:35 | 00:17:51 | 00:32:15 |
| 5    | Arlan Dos Santos Franklin Mendes | Brasile   | 00:13:55 | 00:17:51 | 00:32:36 |
| 6    | Adam White                       | Australia | 00:14:30 | 00:18:38 | 00:33:58 |
| 7    | Alec Davison                     | Australia | 00:15:41 | 00:18:00 | 00:34:25 |

### Junior donne
| Pos. | Atleta         | Paese     | Nuoto    | Corsa    | Totale   |
| ---- | -------------- | --------- | -------- | -------- | -------- |
|      | Delia Sclabas  | Svizzera  | 00:16:43 | 00:17:01 | 00:34:35 |
|      | Holly Henry    | Canada    | 00:14:55 | 00:20:49 | 00:36:35 |
|      | Colette Reimer | Canada    | 00:16:49 | 00:21:14 | 00:38:59 |
| 4    | Laura Ghali    | Australia | 00:15:50 | 00:22:45 | 00:39:38 |
| 5    | Mackenzie Penn | Australia | 00:15:36 | 00:24:53 | 00:41:32 |
| 6    | Sarah Gardner  | Australia | 00:15:53 | 00:24:46 | 00:41:43 |

### Under 23 uomini
| Pos. | Atleta                   | Paese         | Nuoto    | Corsa    | Totale   |
| ---- | ------------------------ | ------------- | -------- | -------- | -------- |
|      | Brennen Smith            | Canada        | 00:13:03 | 00:16:36 | 00:30:25 |
|      | Carl Dupont              | Francia       | 00:13:18 | 00:16:33 | 00:30:39 |
|      | Kyle Smith               | Nuova Zelanda | 00:13:47 | 00:16:21 | 00:30:54 |
| 4    | Kevin Bishop             | Stati Uniti   | 00:13:51 | 00:16:22 | 00:31:05 |
| 5    | Richard Allen            | Regno Unito   | 00:13:53 | 00:16:36 | 00:31:15 |
| 6    | Yann Allichon            | Francia       | 00:13:51 | 00:17:13 | 00:31:55 |
| 7    | Nicholas Sasse           | Nuova Zelanda | 00:13:34 | 00:18:50 | 00:33:20 |
| 8    | Tomas Behun              | Rep. Ceca     | 00:17:54 | 00:20:31 | 00:39:17 |
| 9    | Pablo Henrique De Barros | Brasile       | 00:18:00 | 00:23:02 | 00:42:01 |

### Under 23 donne
| Pos. | Atleta        | Paese       | Nuoto    | Corsa    | Totale   |
| ---- | ------------- | ----------- | -------- | -------- | -------- |
|      | Chloe Pollard | Regno Unito | 00:13:48 | 00:20:58 | 00:35:34 |
|      | Keisha Besler | Canada      | 00:14:54 | 00:21:27 | 00:37:13 |
|      | Penny Slater  | Australia   | 00:17:22 | 00:19:59 | 00:38:10 |